# Coup de pied semi-circulaire
Le Coup de pied semi-circulaire (en langue anglaise: semicircular kick ou 45° degree forty five roundhouse kick) est un coup de pied de boxes pieds-poings et d'arts martiaux fait habituellement les hanches de face, et donc avec un pied d'appui au sol orienté vers l'avant et non vers l'arrière, ce qui permet de plus facilement continuer à avancer vers l'adversaire après le coup, à la différence du coup de pied circulaire (roundhouse kick). Ce coup de pied dit "semi-circulaire" est porté avec le dessus du pied (coup de pied) ou le « bol » du pied (dessous des orteils, cheville fléchie) voire le tibia (suivant la réglementation). Il en existe variées formes : forme « balancée » à partir de la hanche, forme « fouettée » avec le genou et une troisième combinant les deux façons précédentes.

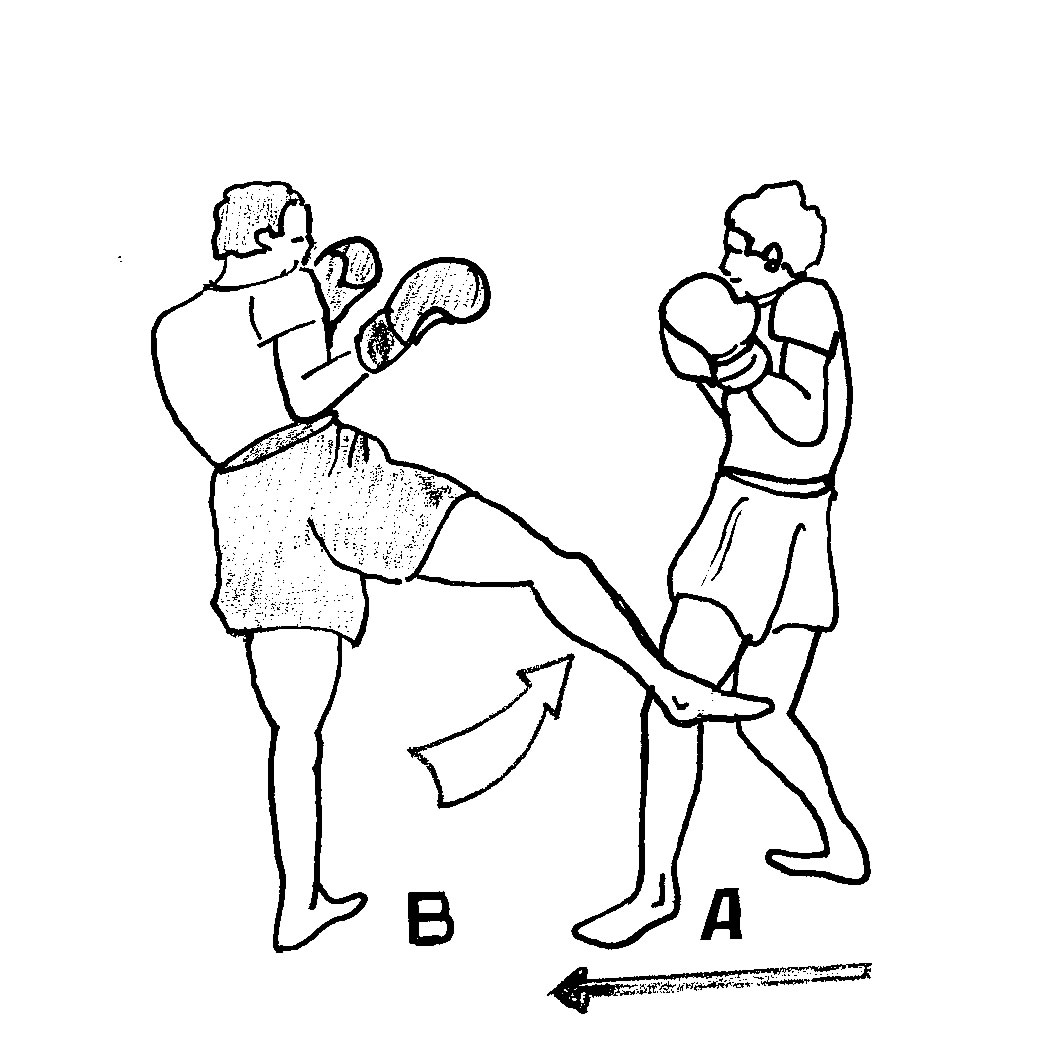
Coup de pied semi-circulaire en ligne basse à l'extérieur de la cuisse
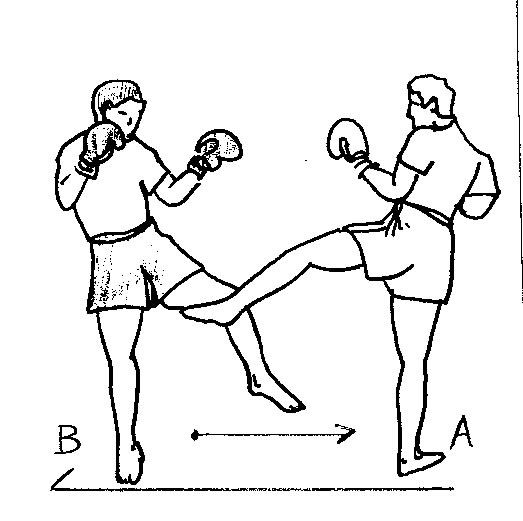
Coup de pied semi-circulaire en ligne basse à l'intérieur de la cuisse
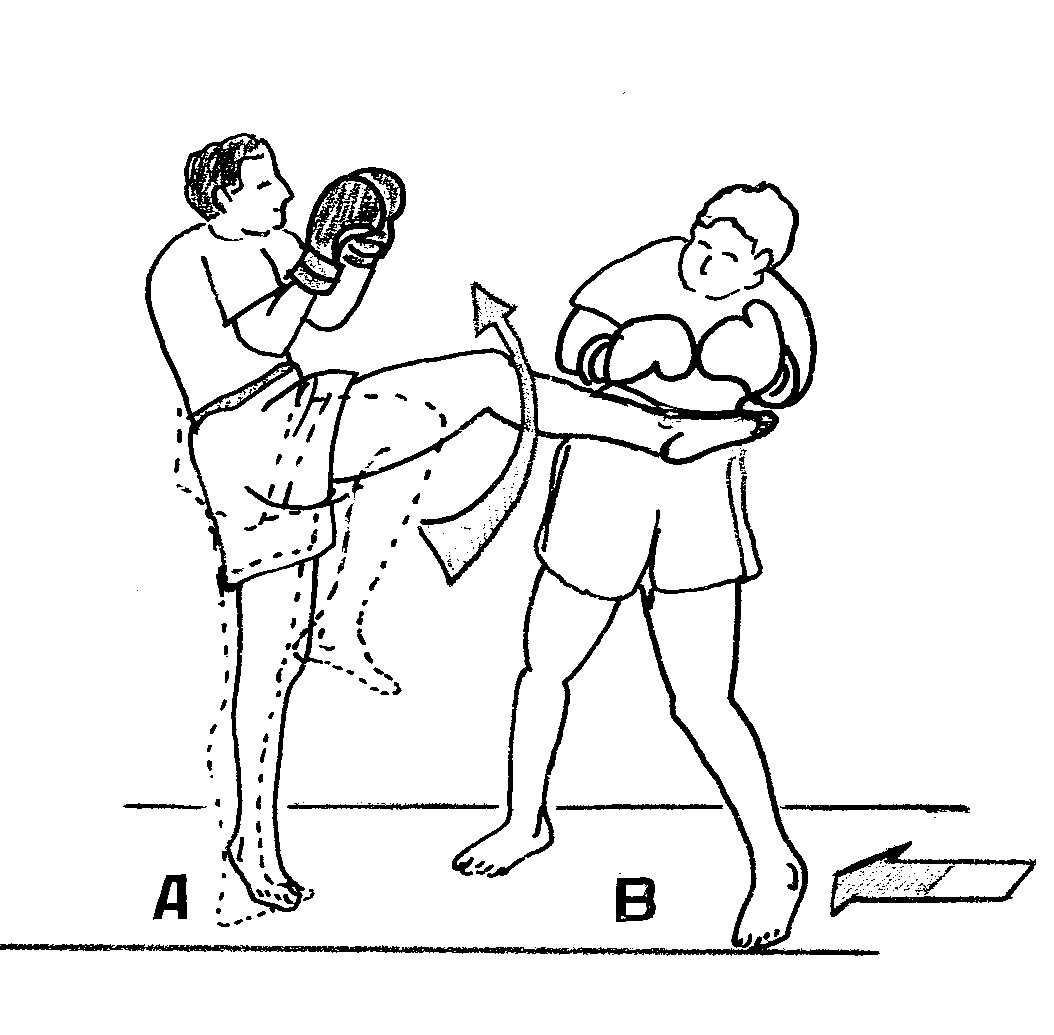
Coup de pied semi-circulaire en ligne moyenne
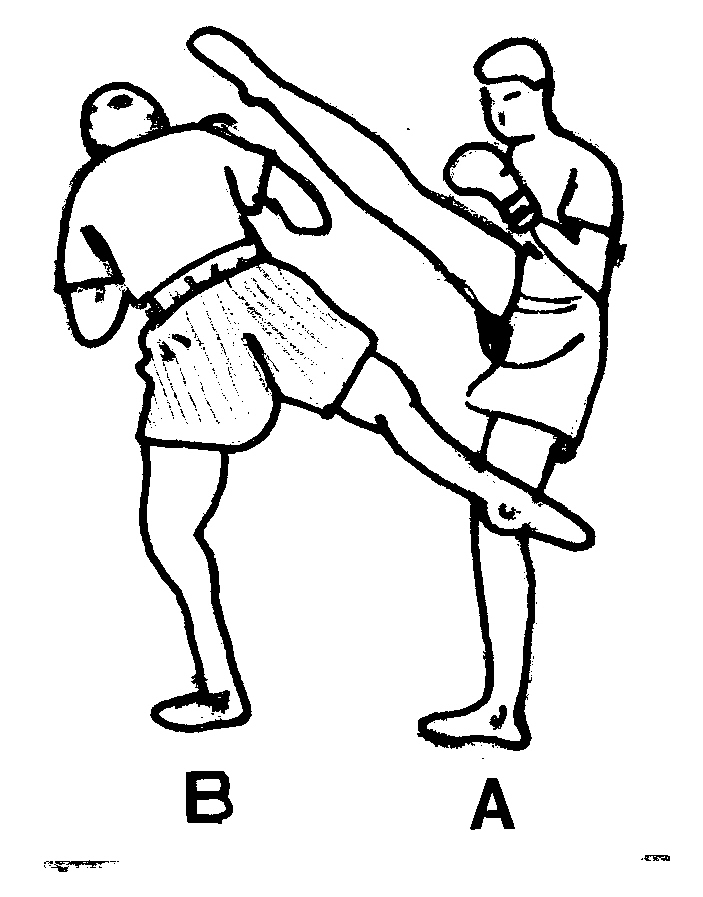
Coup de contre en ligne basse sur une attaque en coup de pied semi-circulaire en ligne haute